# 科斯专区
科斯专区（希臘語：Περιφερειακή ενότητα Κω），是希腊南愛琴大區的一个专区。专区范围包括科斯岛、尼西羅斯島和周边一些小岛。专区首府为科斯市。专区面积为337.2平方公里，2021年人口数量为38,137人。

## 行政
在2011年卡利克拉提斯改革方案中，希腊所有州份被取消。佐泽卡尼索斯州分为包括科斯专区在内的4个专区。科斯专区下辖2个市镇（括号内为地图中的数字）：
- 科斯（1）
- 尼西罗斯（2）